# Афонов Іван Ілліч
Іван Ілліч Афонов (12 квітня 1905, місто Таганрог Області Війська Донського, тепер Ростовської області, Російська Федерація — 30 квітня 1979) — радянський діяч, 2-й секретар ЦК КП(б) Казахстану, 1-й секретар Павлодарського обласного комітету КП Казахстану, 1-й секретар Тюменського обласного комітету ВКП(б). Депутат Верховної ради Казахської РСР 3-го і 4-го скликань. Депутат Верховної ради РРФСР 2-го скликання. Депутат Верховної ради СРСР 3-го скликання.

## Біографія
Народився в родині робітника. Закінчив початкову школу. З 1919 року працював сільськогосподарським робітником у маєтку поміщика. З 1920 року — учень та підручний слюсаря залізничних телеграфних майстерень у Таганрозі.
У березні 1921 року вступив до комсомолу. З 1921 року — відповідальний секретар Біловодського районного комітету комсомолу Старобільської округи УСРР.
У 1922—1924 роках навчався в Таганрозькій школі фабрично-заводського учнівства, працював вчителем школи фабрично-заводського учнівства при Таганрозькому шкіряному заводі.
У 1924—1925 роках — завідувач економічно-правового відділу Таганрозького окружного комітету комсомолу.
Член РКП(б) з 1925 року.
У січні 1925—1926 роках — секретар партійного осередку слободи Большекрепинська, завідувач організаційно-пропагандистського відділу Большекрепинського районного комітету ВКП(б) Таганрозького округу Північно-Кавказького краю.
У 1926—1928 роках — завідувач Большекрепинського районного відділу народної освіти Північно-Кавказького краю.
У 1928—1930 роках — секретар комітету ВКП(б) об'єднаних шкіряних заводів у Таганрозі.
У 1930—1931 роках — завідувач організаційно-інструкторського відділу Старо-Мінського районного комітету ВКП(б) Північно-Кавказького краю; заступник завідувача організаційного відділу Донського окружного комітету ВКП(б).
У 1931—1933 роках навчався в Новочеркаському геологорозвідувальному (гірничому) інституті, закінчив два курси.
У 1933—1937 роках — заступник начальника, начальник політичного відділу вівчарського радгоспу № 7 Дагестанської АРСР.
У 1937—1939 роках — директор Буйнацького шкіряно-взуттєвого комбінату Дагестанської АРСР.
У 1939—1940 роках — керуючий Дагестанського консервного тресту.
У 1940—1941 роках — завідувач сільськогосподарського відділу Дагестанського обласного комітету ВКП(б).
У 1941—1943 роках — секретар Дагестанського обласного комітету ВКП(б) з питань промисловості.
У 1943—1945 роках — відповідальний організатор організаційно-інструкторського відділу ЦК ВКП(б) у Москві.
У червні 1945—1947 роках — 2-й секретар Астраханського обласного комітету ВКП(б).
У 1947 році — інформатор відділу партійної інформації Управління із перевірки партійних органів ЦК ВКП(б). З 1947 до липня 1948 року — завідувач сектора відділу партійної інформації Управління із перевірки партійних органів ЦК ВКП(б). З липня 1948 до вересня 1949 року — інспектор ЦК ВКП(б).
У вересні 1949 — грудні 1951 року — 1-й секретар Тюменського обласного комітету ВКП(б).
З листопада до грудня 1951 року — інспектор ЦК ВКП(б) у Москві.
18 грудня 1951 — 6 лютого 1954 року — 2-й секретар ЦК КП(б) Казахстану.
У січні 1954 — квітні 1957 року — 1-й секретар Павлодарського обласного комітету КП Казахстану.
У 1957—1959 роках — начальник Казахстанського республіканського управління трудових резервів.
У 1959—1963 роках — начальник Головного управління професійно-технічної освіти при Раді міністрів Казахської РСР.
У 1963 — грудні 1964 року — голова Державного комітету Ради міністрів Казахської РСР з професійно-технічної освіти, організованому набору робітників та переселенню.
З грудня 1964 року — персональний пенсіонер. Помер 30 квітня 1979 року.

## Нагороди
- орден Леніна
- орден Вітчизняної війни ІІ ст. (1945)
- орден «Знак Пошани» (1944)
- медаль «За оборону Кавказу»
- медаль «За доблесну працю у Великій Вітчизняній війні 1941—1945 рр.»
- медалі